# Ameisenkäfer
Die Ameisenkäfer (Scydmaeninae) sind eine Unterfamilie der Kurzflügler innerhalb der Ordnung der Käfer.

## Merkmale
Sie sind sehr kleine Käfer, mit einer Länge von nur 0,5 bis 3,5 Millimetern. Zahlreiche Arten dieser Unterfamilie haben zwischen Kopf, Thorax und Hinterleib Verengungen, durch die sie, auch durch ihre länglichen Körper, Ameisen ähnlich sehen. Sie haben eine leichte Körperbehaarung und ihre elfgliedrigen, fadenförmigen Fühler enden in einer drei- bis fünfgliedrigen Keule. Die Beine besitzen alle fünf Tarsenglieder.
Die Käfer bevorzugen feuchte Lebensräume und leben in Moos, abgestorbenen feuchten Blättern, in Mist, morschem Holz und unter Rinde oder Steinen. Einige Arten leben in Ameisenhügeln oder Säugetiernestern.

## Lebensweise
Sowohl die Larven als auch die Imagines ernähren sich von verschiedenen Wirbellosen, insbesondere aber von Milben. Sie töten und fressen ihre Beute, indem sie entweder deren Panzer aufbohren oder aufschneiden. Man findet die Käfer in der Streuschicht unter Laub oder an Totholz, vor allem an feuchten Stellen.

## Systematik
Seit die Ameisenkäfer als Unterfamilie der Kurzflügler angesehen werden, wurden ihre ehemaligen Unterfamilien als Supertriben eingestuft. Diese werden in insgesamt 10 Triben unterteilt.
- Supertribus Scydmaenitae Leach, 1815,
  - Tribus Eutheiini Casey, 1897
  - Tribus Cephenniini Reitter, 1882
  - Tribus Cyrtoscydmini Schaufuss, 1889
  - Tribus Plaumanniolini Costa Lima, 1962
  - Tribus Chevrolatiini Reitter, 1882
  - Tribus Leptoscydmini Casey, 1897
  - Tribus Scydmaenini Leach, 1815
- Supertribus Mastigitae Fleming, 1821,
  - Tribus Clidicini Casey, 1897
  - Tribus Leptomastacini Casey, 1897
  - Tribus Mastigini Fleming, 1821
- Supertribus Hapsomelitae Poinar & Brown, 2004

### Europäische Arten
Die Unterfamilie der Ameisenkäfer umfasst in Europa über 600 Arten und Unterarten, die sich in zwei Supertriben mit insgesamt 21 Gattungen gliedern. Weltweit sind etwa 4.500 Arten in 80 Gattungen bekannt. Von ihnen kommen in Mitteleuropa 10 Gattungen mit etwa 100 Arten vor.
Arten (Auswahl)
- Cephennium thoracicum (Müller & Kunze, 1822)
- Glänzend-schwarzer Ameisenkäfer (Euconnus wetterhalli) (Gyllenhal, 1813)
- Microscydmus nanus (Schaum, 1844)
- Nevraphes elongatulus (Müller & Kunze, 1822)
- Rotbrauner Ameisenkäfer (Scydmoraphes minutus) (Chaudoir, 1845)
- Scydmaenus tarsatus Müller & Kunze, 1822